# Солсбері Сіті
ФК «Солсбері Сіті» (англ. Salisbury City Football Club) — колишній англійський футбольний клуб з міста Солсбері, заснований 1947 року та розформований у 2014 році. Виступав у Національній лізі. Домашні матчі приймав на стадіоні «Реймонд Макенхілл Стедіум», потужністю 5 000 глядачів.